# Naissances prématurées dans la bande de Gaza en 2023-2024
La bande de Gaza a été confrontée à une crise des naissances prématurées pendant la guerre entre Israël et le Hamas. La situation s'est aggravée lorsque les forces de défense israéliennes ont attaqué l'hôpital Al-Shifa, l'hôpital pour enfants Al-Nasr et l'hôpital Kamal Adwan. Les rapports faisant état de bébés prématurés en soins intensifs ajoutent aux inquiétudes concernant le nombre croissant de naissances prématurées à Gaza. Les nouveau-nés ont attiré l’attention du monde entier.

## Contexte
À partir du 21 octobre 2023, Medical Aid for Palestinians et l'UNICEF ont émis un « avertissement urgent » selon lequel 130 bébés prématurés mourraient si le carburant n'atteignait pas bientôt les hôpitaux de Gaza,,. Le 23 octobre, les autorités de Gaza ont confirmé qu'en raison du blocus israélien sur le carburant, lorsque les hôpitaux ont perdu l'électricité, les bébés prématurés dans les unités de soins intensifs néonatals risquaient de mourir. Un communiqué de presse du International Ressue Committee (IRC) d’avril 2024 indiquait que les femmes enceintes à Gaza connaissaient des taux de travail prématuré et de fausses couches trois fois plus élevés qu’avant l’intensification du conflit. Cette augmentation a été attribuée aux déplacements, aux traumatismes et à la malnutrition.
En novembre 2024, Adèle Khodr, directrice régionale de l’UNICEF pour le Moyen-Orient et l’Afrique du Nord, a souligné les graves défis auxquels sont confrontés les nouveau-nés dans la bande de Gaza, déclarant que la guerre avait perturbé le développement du fœtus, l’accouchement et les soins après l'accouchement, entraînant un besoin accru de soins intensifs pour les nourrissons. Khodr a également fait référence à des rapports de médecins soulignant un nombre croissant de naissances prématurées, de nourrissons sous-alimentés et de nouveau-nés souffrant de complications du développement.

## Hôpital Al-Shifa
Le 11 novembre 2023, le porte-parole de l'armée israélienne, Daniel Hagari, a déclaré que l'armée aiderait à évacuer les bébés de l'hôpital al-Shifa, mais un porte-parole du ministère de la Santé de Gaza a déclaré qu'Israël n'avait fourni « aucun mécanisme pour évacuer les bébés vers un hôpital plus sûr »,. Le même jour, Médecins pour les droits de l'homme-Israël a déclaré que deux bébés prématurés étaient morts en raison de la panne d'électricité.
Le 15 novembre 2023, Israël a lancé un raid contre l'hôpital al-Shifa, où trois douzaines de bébés prématurés étaient toujours hébergés. Le directeur d'Al-Shifa a déclaré que l'affirmation d'Israël selon laquelle il fournirait des incubateurs aux bébés prématurés était fausse. Selon Reuters, l'armée israélienne a déclaré que trois incubateurs alimentés par batterie étaient en attente à l'extérieur de Gaza,. L'armée israélienne a publié une vidéo les montrant en train de déposer à l'entrée d'al-Shifa 300 litres de carburant et une photo d'un soldat chargeant des incubateurs mobiles. Une mère a déclaré qu'elle croyait que son fils prématuré allait mourir. Le 19 novembre 2023, 31 bébés prématurés d'al-Shifa ont été évacués par le Croissant-Rouge palestinien, l'OMS et l'UNOCHA vers le sud de Gaza. Il était prévu qu'ils soient transférés en Égypte avec leurs familles le lendemain. Deux autres bébés sont morts peu de temps après. Il a été signalé que les bébés souffraient d’ hypoglycémie sévère (taux de sucre dans le sang insuffisant). Le 20 novembre 2023, 28 bébés ont été évacués vers l’Égypte. Seuls huit d'entre eux étaient accompagnés de leurs parents, les autres étant orphelins ou leurs parents n'ayant pas pu quitter Gaza. Au 20 novembre 2023, huit bébés seraient morts à al-Shifa au cours de ce mois.

## Hôpital pour enfants Al-Nasr
Le 10 novembre 2023, Médecins sans frontières a signalé que les travailleurs médicaux évacués de l'hôpital pour enfants Al-Nasr ont dû laisser des bébés dans des incubateurs après que l'armée israélienne a bombardé l'hôpital pédiatrique,. Le 29 novembre 2023, une vidéo d'Al-Nasr a montré les conséquences de l'évacuation de l'hôpital, avec les cinq bébés prématurés morts encore dans leurs incubateurs. L'Observatoire euro-méditerranéen des droits de l'homme a confirmé la mort des nourrissons d'Al-Nasr. Ils ont déclaré que l'armée israélienne avait indiqué au personnel de l'hôpital qu'elle évacuerait les bébés, bien que l'armée israélienne ait nié toute implication,. Dans un enregistrement d'un appel téléphonique entre le COGAT et un responsable médical, le responsable de Tsahal a confirmé que les ambulances récupéreraient les patients d'al-Nasr, mais les responsables de l'hôpital ont déclaré que les ambulances ne sont jamais arrivées. La Croix-Rouge a déclaré avoir reçu « plusieurs demandes » d'évacuation d'hôpitaux dans le nord de Gaza, mais pour des raisons de sécurité, elle n'a « participé à aucune opération ni à aucune évacuation, et aucune équipe ne s'est engagée à le faire ». L'organisation a également décrit les images des enfants morts comme une « tragédie indescriptible ».

## Autres hôpitaux
À la mi-décembre, Israël a commencé un siège militaire et un raid sur l'hôpital Kamal Adwan. Le 14 décembre 2023, le ministère de la Santé de Gaza a signalé que des soldats de Tsahal avaient empêché le personnel médical de continuer à apporter son soutien à 12 bébés en soins intensifs. Trois bébés prématurés sont morts à Kamal Adwan en novembre à la suite d'une panne de courant. En mars 2024, le Dr Husam Abu Safiya, directeur par intérim de Kamal Adwan, a signalé que son personnel traitait 300 à 400 enfants par jour, dont 75 % souffraient de malnutrition. Entre janvier et mars 2024, 16 bébés prématurés sont morts de causes liées à la malnutrition à la maternité Al Helal Al Emirati de Rafah.

## Hausse des naissances prématurées
Un médecin pédiatre de l'hôpital émirati de Rafah a déclaré que le nombre de bébés prématurés nés à Gaza avait fortement augmenté. Le 23 novembre 2023, Oxfam a déclaré que le nombre de naissances prématurées avait augmenté de près d’un tiers en raison de facteurs tels que le stress et les traumatismes. En février 2024, le Fonds des Nations Unies pour la population a signalé que l’anxiété ressentie par les mères en raison des bombardements incessants et de leur fuite pour se mettre en sécurité avait entraîné une augmentation des naissances prématurées. En juillet 2024, Médecins sans frontières a signalé une augmentation des accouchements prématurés dans le sud de Gaza.

## Destruction des embryons
Une seule frappe contre le centre de FIV Al Basma de la ville de Gaza, le plus grand centre de FIV de Gaza, a détruit la plupart des embryons FIV congelés dans la bande de Gaza,. Elle a détruit 4 000 embryons humains et 1 000 échantillons supplémentaires de spermatozoïdes et d’ovules congelés,. Les embryons étaient stockés dans de l'azote liquide, qui ne nécessitait pas d'électricité pour son entretien ; il suffisait de les remplir une fois par mois. Mais l'explosion a fait sauter le couvercle de cinq réservoirs, provoquant l'évaporation rapide du liquide, ce qui a provoqué la décongélation et la mort des embryons. Il y a 9 cliniques ou plus dans la bande de Gaza qui effectuent des procédures liées à la FIV, mais la plupart des embryons ont été stockés dans 5 réservoirs d'azote liquide au centre d'Al Basma. La clinique a été créée en 1997 par l'obstétricien et gynécologue Bahaeldeen Ghalayini. Bahaeldeen Ghalayini a déclaré qu'un seul obus israélien avait frappé la partie du centre où les embryons étaient stockés au rez-de-chaussée, mais il a ajouté qu'il ne savait pas si le laboratoire avait été spécifiquement visé par la frappe.